# Alder (Mondkrater)
Alder ist ein Mondkrater auf der Mondrückseite der Südhalbkugel. Der Krater wurde 1979 von der IAU nach dem deutschen Chemiker und Nobelpreisträger Kurt Alder benannt.

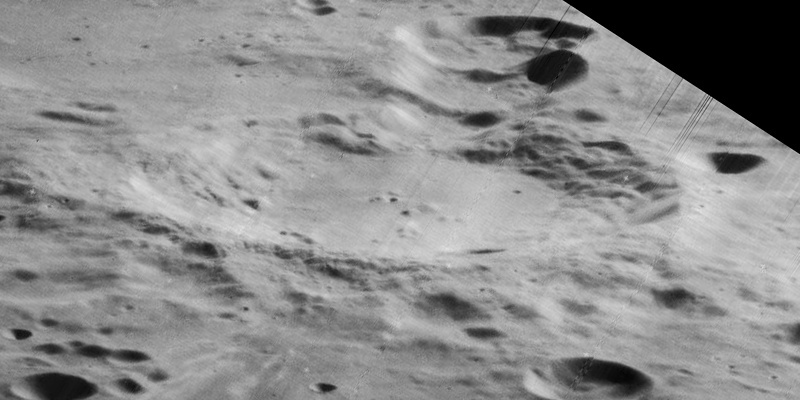
Eine Aufnahme des Lunar Orbiter 5.

| Buchstabe | Position           | Durchmesser | Link |
| --------- | ------------------ | ----------- | ---- |
| E         | 47,97° S, 173,5° W | 19 km       |      |